# Недригайлівський заказник
Недрига́йлівський зака́зник — гідрологічний заказник місцевого значення в Україні. Розташований на схід і захід від смт Недригайлів Сумської області. 
Площа 917,6 га. Статус присвоєно згідно з рішенням облвиконкому від 25.12.1979 року № 662, рішення облради від 25.12.2002 року. Перебуває у віданні: Коровинська сільська рада, Курманівська сільська рада, Кулішівська сільська рада, Засульська сільська рада, Недригайлівський агролісгосп (кв. 48, вид. 27-28, 30-31, 33-34, кв. 50, вид. 6.1, 7-11, 14, кв. 53, вид. 32-35, кв. 63, вид. 17-22, кв. 64, вид. 31, 33-36, 41, 43-44, 49-52, кв. 65, вид. 12-13, 26, 29, 32, кв. 66, вид. 1-3, кв. 67, вид. 9, кв. 68, вид. 12-13, 15-20, 26, 28-39, кв. 71, вид. 1-8, 10-14, 17-20, кв. 72, вид. 1-8, 11-15, 31). 
Територія заказника складається з двох відокремлених нерівнозначних за площами частин у середній течії річки Сула та її заплави. Репрезентує природні комплекси заплави Сули, а саме луки, болота, ліси, чагарники, а також комплекс водної та прибережно-водної рослинності.